# Edelsitz Manglburg (Grieskirchen)

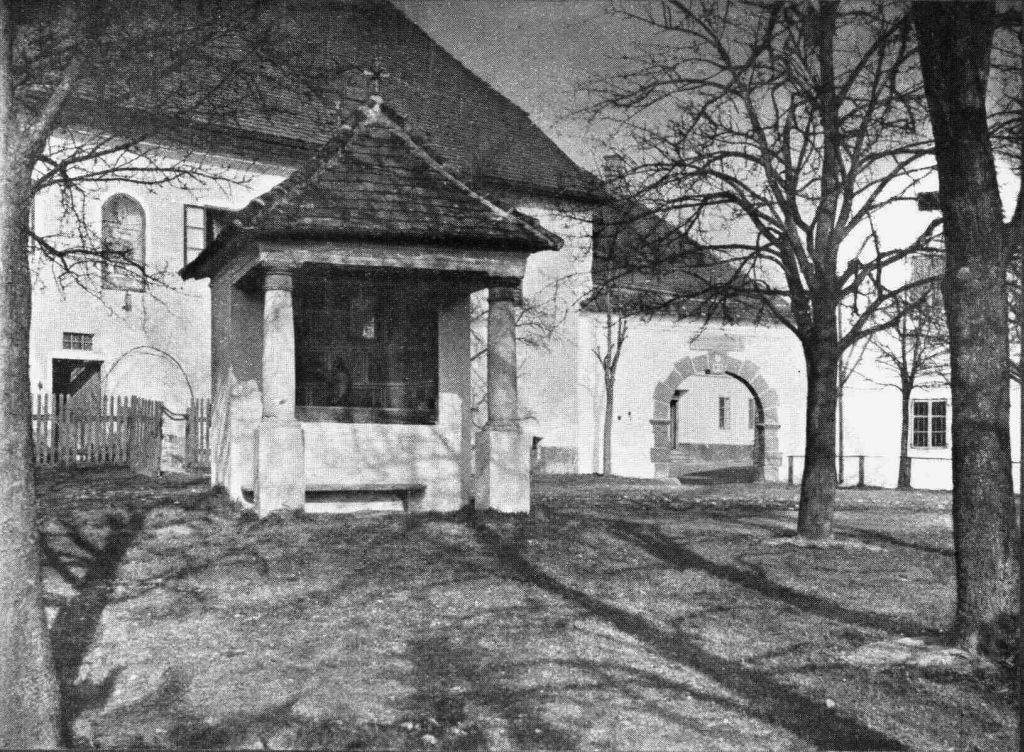
Manglburg um 1910

Der ehemalige Edelsitz Manglburg (auch Mangelburg bzw. nach den diversen Besitzern u. a. Huglmühle, Schatzlmühle oder Zillichmühle genannt) befand sich in der Stadt Grieskirchen von Oberösterreich.

## Geschichte
Der Name des Edel- bzw. Freisitzes leitet sich von der bürgerlichen Familie der Manglburger ab; diese ist seit dem 15. Jahrhundert in Grieskirchen bezeugt. Das erste urkundlich nachweisbare Familienmitglied ist 1449 Wolfgang Manglburger, Vikar zu Kalham und späterer Pfarrer zu Grieskirchen und Polham. Ein Bruder desselben ist Cholman Mangelbürger, Bürger und Besitzer eines „frei eigenen Gutes auf der Stainreut“. Erst 1558 taucht der Name eines Hannß Manglburger, Bürger zu Grieskirchen, wieder als Zeuge auf einer Urkunde auf. Ein Sohn dieses Manglburgers war Christoph Manglburger († 1616), erster Bürgermeister von Grieskirchen (1613). In Grieskirchen war damals das protestantische Bekenntnis weit verbreitet, allerdings mussten im Zug der Gegenreformation und der despotischen Schreckensherrschaft des Bayerischen Statthalters Graf Herbersdorf die Protestanten das Land verlassen oder katholisch werden. Der ältere Sohn des Christoph, Hans Manglburger, verließ Oberösterreich in Richtung Regensburg, während der jüngere Bruder Wolf katholisch wurde und in Grieskirchen verblieb. Die Petschaft des Hans Manglburgers wies auf einer Regensburger Urkunde von 1627 einen Schild mit drei beblätterten Stängeln auf, von denen die beiden äußeren heraldische Lilien und die mittlere eine Rose trägt; über all dem befindet sich ein roter Balken. Am Grabstein seines Vaters Christoph in der Pfarrkirche Grieskirchen ist allerdings kein Wappen angebracht; auch im Adelsarchiv zu Wien findet sich kein entsprechender Hinweis. Von den Nachfahren des Wolfs Manglburger finden sich keine weiteren Spuren.
1634 war die Manglburg im Besitz des Gundaker Hugl, wobei diese anscheinend von seinem Vater Sigmund Hugl von einem Inderseer käuflich erworben worden war. Die Manglburg war damals kein freier adeliger Besitz, sondern den Polhaimern zu Parz zugehörig. Gundaker Hugl ist 1633 als Herbersteinischer Regent zu Peuerbach beurkundet. Dieser stellte 1634 ein Majestätsgesuch um die Bestätigung seines alten Wappens und um das Prädikat von Manglburg. Dies wurde ihm gewährt, auch das Privileg „de non usu“ (Berechtigung, den Adelstitel fallweise oder zeitweise nicht zu führen) wurde ihm zugestanden. Auf einer Urkunde von 1639 siegelt er als „Gundaker Hugl von der Manglburg zum Rosenstein an der zeit Pfleger zu Peuerbach“. Gundaker Hugl hatte nur eine Tochter namens Anna Maria. Diese vermählte sich 1633 mit Albrecht Pusch, Polhaimscher Pfleger zu Parz, und brachte diesem nach dem Tode ihres Vaters den Besitz der Manglburg zu. 1636 erhielt er den rittermäßigen Adelstitel. Er urkundete 1639 als Albrecht Pusch an der Huglmühle. 1644 erhielt er von den Freiherren von Polhaim alle herrschaftlichen Rechte und Gerechtigkeiten auf der Mangelburg. Damit war die Manglburg zu einem frei eigenen Edelmannssitz mit Grundobrigkeit über die zugehörigen Untertanen erhoben worden. Nach dem Tode des Albrecht Pusch (um 1661) vermählte sich seine Witwe 1661 mit dem Edelmann Johann Georg Laubmann und brachte ihm so die Manglburg zu; bereits 1664 urkundet dieser als Hans Georg Laubmann auf der Huglmühle.  Nach dem Tode der Anna Maria († 1673) heiratete Laubmann die Witwe Maria Salome Riedl, geb. Dizenin, aus Linz. Diese war von 1657 bis 1670 mit Christoph Riedl, dem Pfleger der Herrschaft Gallspach verheiratet. Mit ihr zeugte Laubmann nach seiner ersten kinderlos gebliebenen Ehe seinen Stammhalter Johann Achaz Jacob (* 30. April 1678). Nach dem Tode seines Vaters Johann (Hans) Georg († 1687) übernahm dieser den Besitz. Mit 19 Jahren heiratete er die 13-jährige Helena (unbekannter Familienname), die ihm mit 14 Jahren eine erste Tochter und weitere 12 Kinder gebar. Nach dem Tode des Johann Achaz († 1753) und seiner Witwe Helena († 1763) folgte der letzte Besitzer der Manglburg aus der Familie Laubmann Johann Achaz II (* 1710). Er heiratete Maria Anna Susanna Schickhmayr. Da die Ehe kinderlos blieb, scheint Johann Achaz die Manglburgmühle (bzw. nun Laubmannmühle) 1766 an Josef Gschlössl verkauft zu haben. Die Familie Laubmann verschwindet danach aus den Annalen Grieskirchens. 
Unter den Gschössls trat das Müllergewerbe in den Vordergrund; nach dem Tode des Vaters übernahm sein Sohn Johann († 1828) vermutlich um 1811 die Manglburg. Seine Witwe Maria Anna heiratete 1827 ihren Werkführer Jacob Schatzl. Nach dem Tode der Maria Anna († 1842) verheiratete sich Schatzl mit Anna Baminger, mit der er sieben Kinder zeugte. Von diesen übernahm Leopold Schatzl nach dem Tode seines Vaters († 1881) die Manglburg, damals schon Schatzlmühle genannt.

## Manglburg heute
1881 wurde die Manglburg aus der Landtafel gelöscht und verlor ihre Dominikalrechte als Edelsitz. Die Manglburg verblieb über weitere Generationen in den Händen der Familie Schatzl. Die Gebäude der Manglburg wurden zum Teil ab 1982 abgerissen. Darauf entstand ab 1987 das Veranstaltungszentrum Manglburg. Aus dem ursprünglichen Gebäudebestand sind noch das Mühlengebäude (jetzt Vereinsgebäude Naturfreunde) und das Magazingebäude (jetzt Lokal Marxim) unter der Adresse Manglburg 13a erhalten. Des Weiteren sind noch das Wohngebäude sowie ein Teil des ehemaligen landwirtschaftlichen Traktes unter der Adresse Manglburg 15 vorhanden.

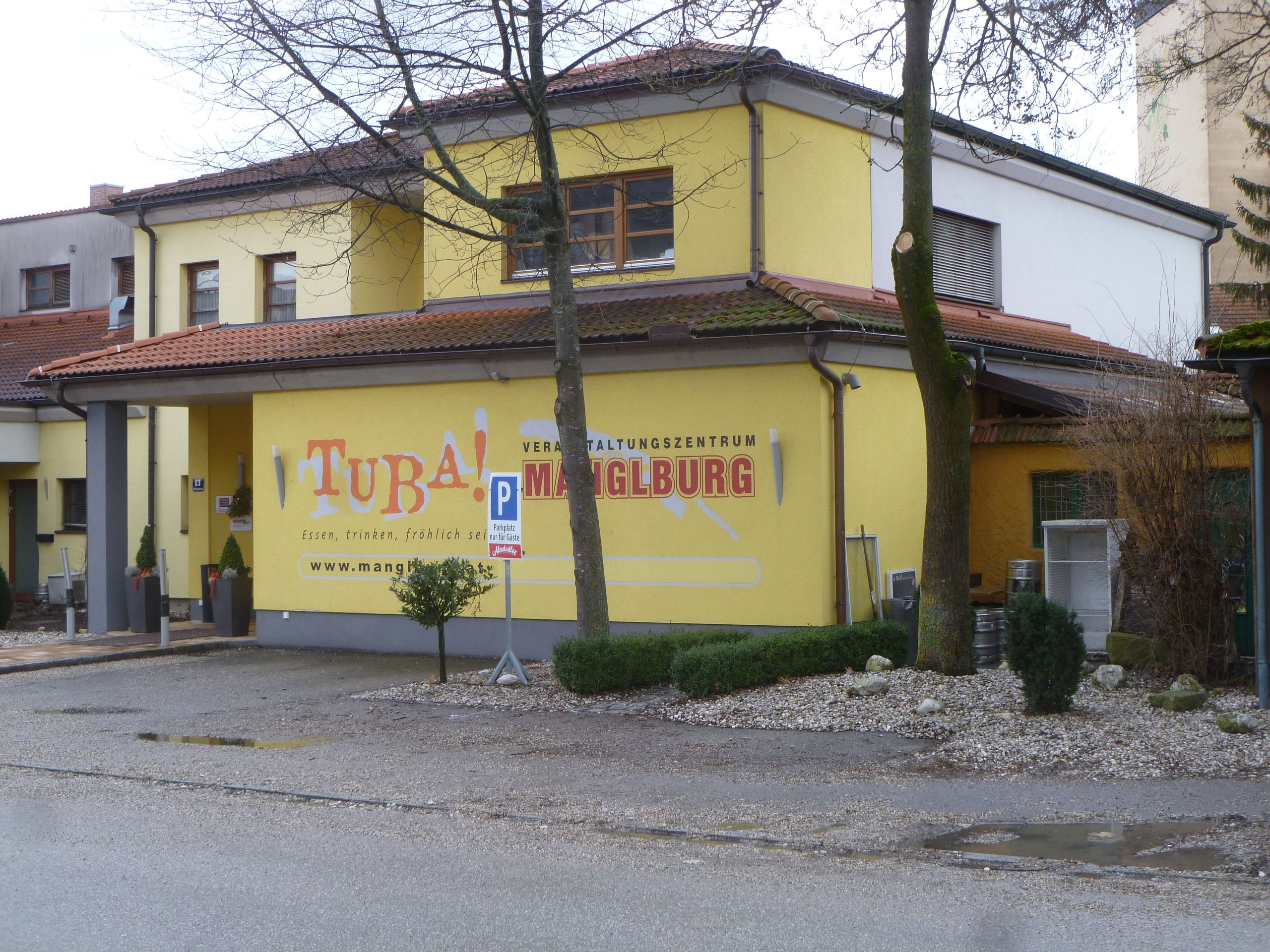
Manglburg (Veranstaltungszentrum)
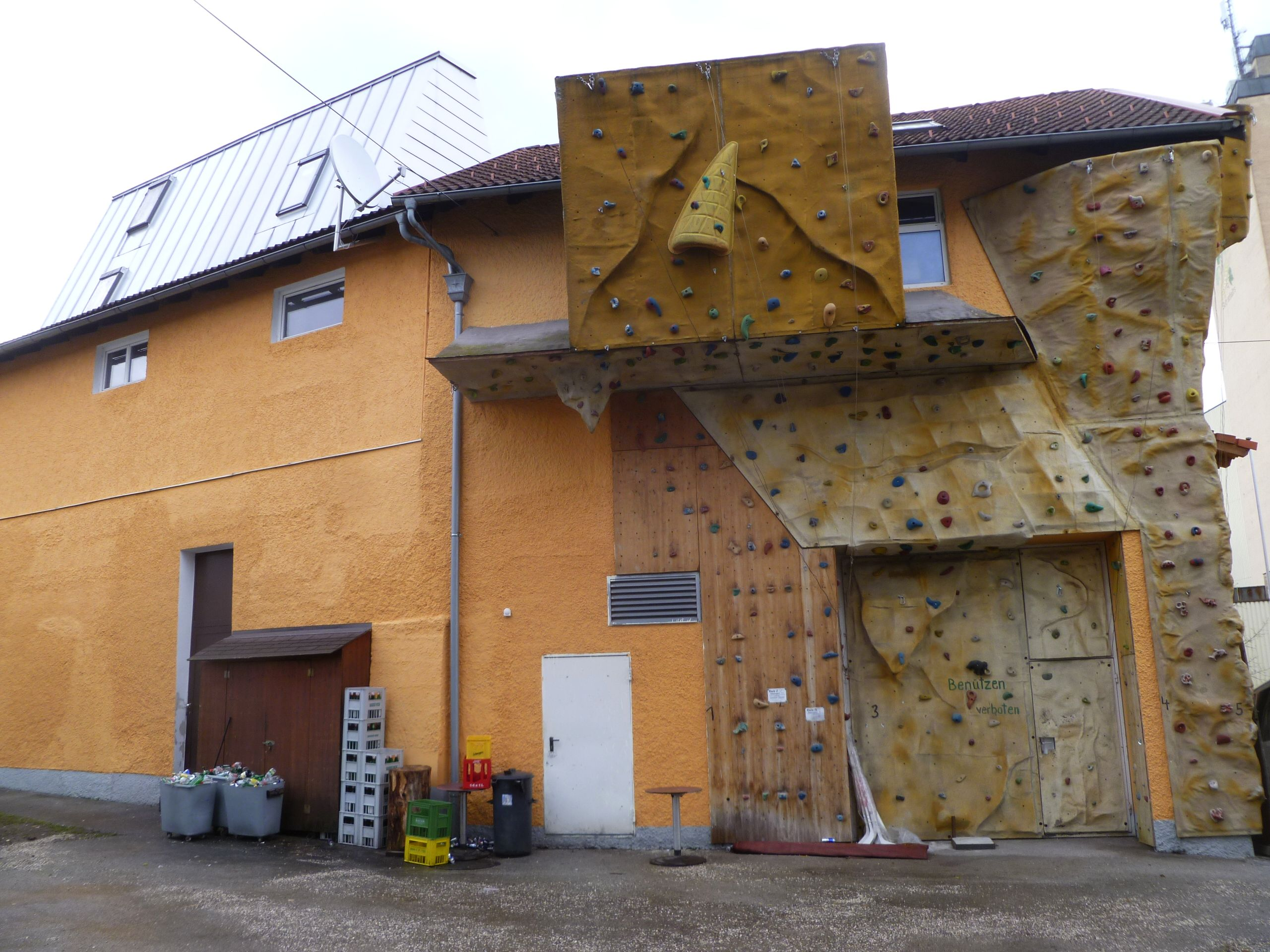
Manglburg (Vereinsgebäude der Naturfreunde)
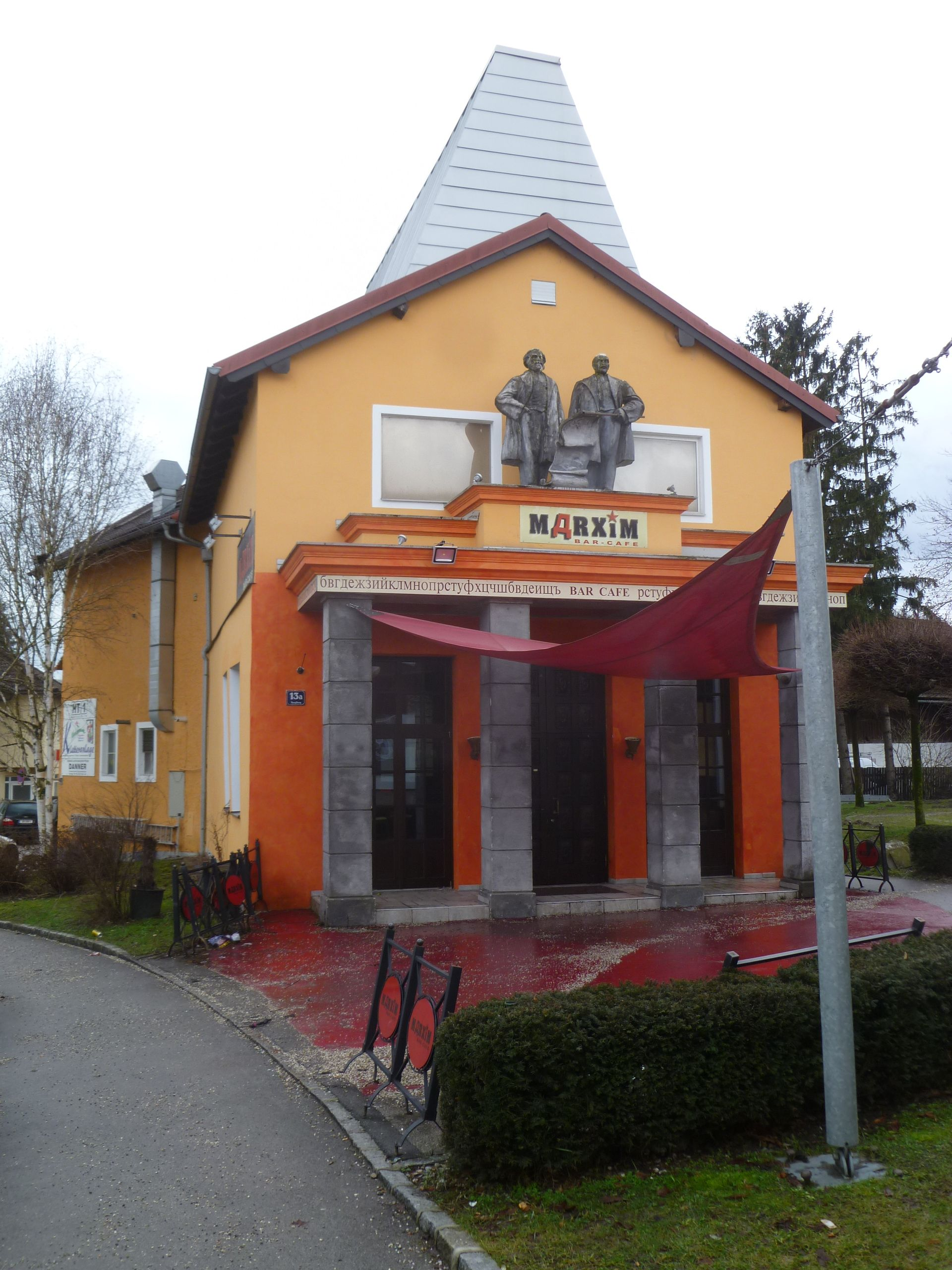
Manglburg (Lokal Marxim)
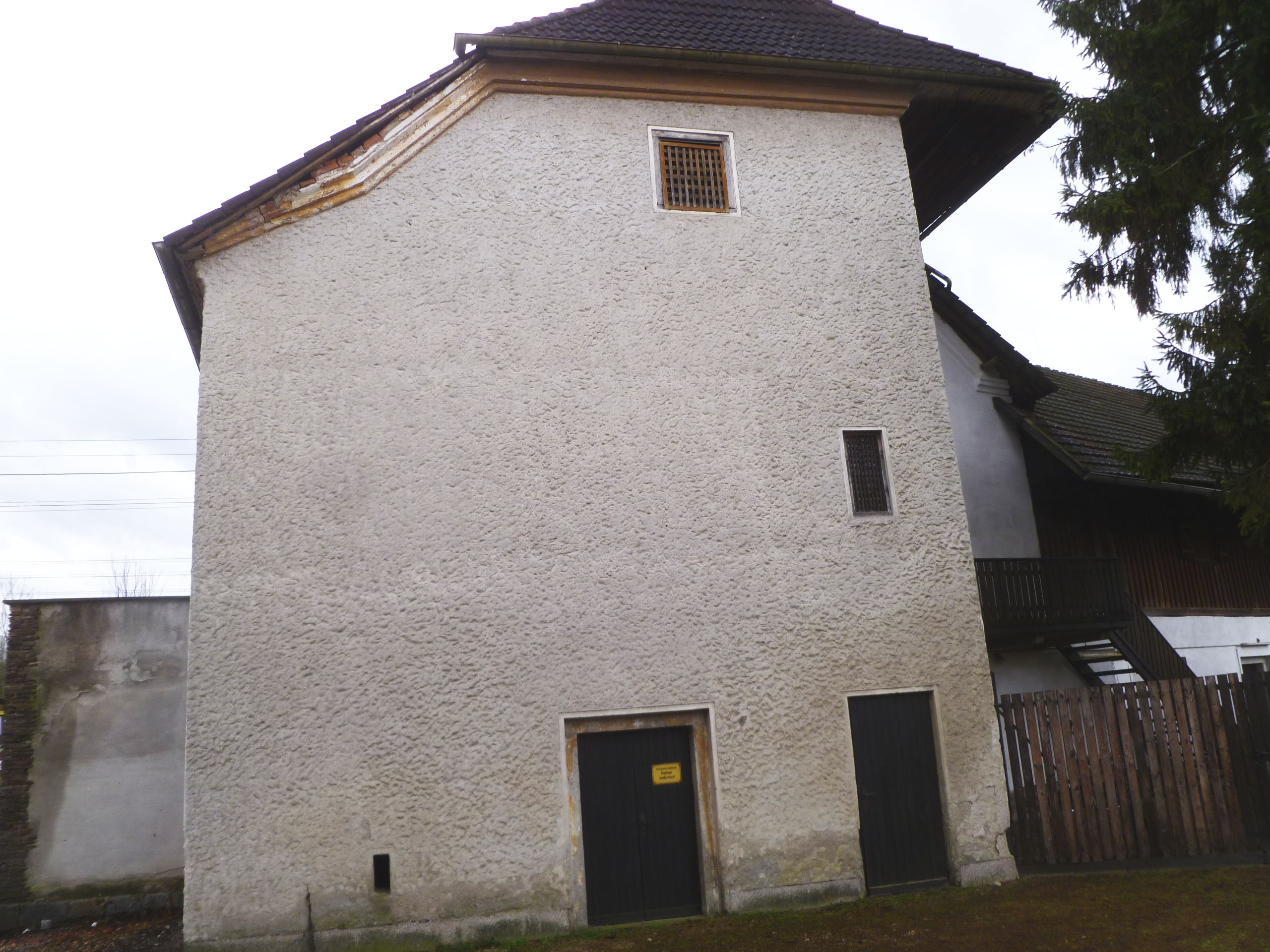
Manglburg (Landwirtschaftsgebäude)